# 沧州交通学院
沧州交通学院是中华人民共和国河北省黄骅市的一所民办普通高等学校。该院由融河科教有限公司全资持有。

## 历史
2006年9月1日，沧州交通学院前身北京交通大学海滨学院成立正式开工建设。2008年5月，中华人民共和国教育部批准成立，为北京交通大学与融河(黄骅)科教有限公司共同创办的独立学院。
2020年11月11日，教育部发展规划司发布《关于拟同意设置本科高等学校的公示》，拟定同意北京交通大学海滨学院转设为民办普通高等学校沧州交通学院。2020年12月18日，中华人民共和国教育部批准北京交通大学海滨学院脱离北京交通大学管理，并转设为民办普通高等学校沧州交通学院，由融河（黄骅）科教有限公司全资持有。

## 院系设置
沧州交通学院设置下列系部：
- 机械与电气工程系
- 电子信息与控制工程系
- 土木工程系
- 化学工程系
- 计算机科学系
- 交通运输系
- 经济管理系
- 外语系
- 艺术系
- 基础教学部

## 校园
校园产权占地1000亩，总建筑面积36.5万平方米。包括教学楼、行政楼、实验楼、图书馆、大学生活动中心、塑胶跑道运动场、学生公寓、学生餐厅、教师公寓、教工餐厅等34栋建筑。